# Maréis
Maréis, centre de découverte de la pêche en mer, est situé à Étaples dans le Pas-de-Calais.

## Présentation
Maréis est un centre d'interprétation sur la pratique de la pêche en mer artisanale. Installé dans l'ancienne usine Saint-Frères-d'Étaples, surnommée « La Corderie », spécialisée dans confection de filets de pêche, boulevard Bigot-Descelers, l'établissement a ouvert ses portes en 2001.
Maréis fait découvrir aux visiteurs la vie des marins-pêcheurs étaplois, la filière du poisson, et les fonds marins de la Manche et de la mer du Nord.
La singularité du site réside dans la médiation directe : les visites se font avec un médiateur issu de la marine locale qui commente pour les visiteurs les 2 000 m2 d'espace scénographié.
Il ne doit pas être confondu avec le « Musée de la Mer », établissement associatif proche.

### La visite guidée

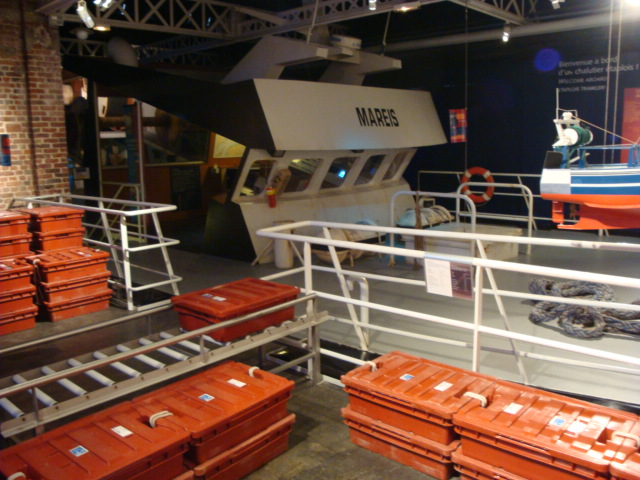
Reconstitution taille réelle du quai Loubet de Boulogne-sur-Mer.

C'est un marin-pêcheur, ou une femme de marin-pêcheur qui emmène les visiteurs pour leur expliquer le métier de marin-pêcheur actuel. Au fil de la visite les visiteurs découvrent:
- Les techniques de pêche.
- La vente du poisson sur les étals.
- L'apprentissage du métier de marin pêcheur à l'école des mousses.
- La construction, l'achat et le financement d'un chalutier.
- La tracabilité du poisson et la débarque sur le quai Loubet.

### La visite libre
Maréis est équipé d'une installation aquariologique de 140 m2 présentant la faune locale de la Manche et de la Mer du nord.
- Le bassin pleine mer
- Le bassin épave
- Le bassin tactile
- La nursery
- Le bassin "découverte de l'estran"

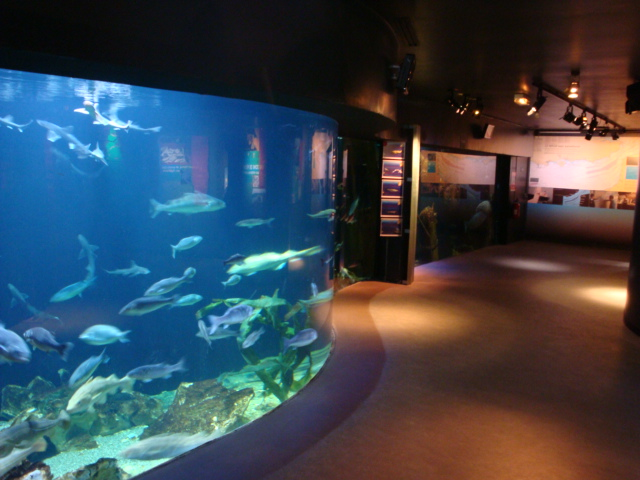
Bassin pleine mer

## Musée de la commune
La commune dispose de deux autres musées, le musée de la marine d'Étaples et le musée Quentovic d'Étaples.